# Fananu
Fananu est un atoll des îles Carolines. C'est une municipalité du district d'Oksoritod, dans l'État de Chuuk, un des États fédérés de Micronésie. Sa population est de 402 habitants sur une superficie de 1 km².